# Kateřina Coufalová
Kateřina Coufalová (* 1983) je česká fyzicky handicapovaná plavkyně. Závodí v kategoriích S9/SB9/SM9, které jsou určené pro závodníky s amputací ruky.
Ve svých 13 letech se poprvé zúčastnila letních paralympijských her v Atlantě, kde na trati 100 m prsa získala ve světovém rekordu (držela jej do roku 1998) zlatou medaili a stala se nejmladší paralympijskou vítězkou v historii. V letech 1997 (Badajoz) a 1999 (Braunschweig) se stala mistryní Evropy, roku 1998 na mistrovství světa v Christchurchi získala stříbrnou medaili. Na letní paralympiádě v Sydney 2000 byla na trati 100 m prsa diskvalifikována kvůli pohybu na startu, v závodě 200 m polohově doplavala na třetím místě. Roku 2001 ukončila kvůli zdravotním problémům sportovní kariéru, po dvou letech se však k závodění vrátila a na LPH 2004 vybojovala na prsařské stovce zlatou medaili. V roce 2004 byla vyhlášena Paralympionikem roku v juniorské kategorii.